# دیکی جونز (زاده ۱۸۷۴)
دیکی جونز (انگلیسی: Dickie Jones؛ زادهٔ 1874) بازیکن فوتبال است.
از باشگاه‌هایی که در آن بازی کرده‌است می‌توان به باشگاه فوتبال بارنزلی اشاره کرد.